# Брошнів (гміна)
Гміна Брошнів — колишня (1934—1939) сільська гміна Долинського повіту Станіславського воєводства Польської республіки. Центром гміни був Брошнів.
Гміну утворено 1 серпня 1934 р. у межах адміністративної реформи в ІІ Речі Посполитій із тогочасних сільських гмін: Брошнів, Креховичі, Раків і Сваричів.
17 січня 1940 року ґміна була ліквідована, а територія увійшла до новоствореного Долинського району.
Гміна (волость) була відновлена на час німецької окупації з липня 1941 р. до липня 1944 р., адміністративний центр перенесена у Креховичі й називалася гміною Креховичі. На 1 березня 1943 року населення ґміни становило 10 527 осіб.. 